# Podwarynka
Podwarynka (biał. Падварынка; ros. Подворинка) – wieś na Białorusi, w obwodzie witebskim, w rejonie brasławskim, w sielsowiecie Widze.

## Historia
W latach 1921–1945 ówczesny zaścianek leżał w Polsce, w województwie nowogródzkim (od 1926 w województwie wileńskim), w powiecie brasławskim, w gminie Widze.
W 1931 w 1 domu zamieszkiwało 14 osób.